# Гоголево (Ивановская область)
 Гоголево — деревня в Ивановском районе Ивановской области. Входит в состав Богданихского сельского поселения.

## География
Находится в центральной части Ивановской области на расстоянии приблизительно 16 км на юго-восток по прямой от вокзала станции Иваново.

## История
В 1859 году здесь (тогда деревня Шуйского уезда Владимирской губернии) было учтено 11 дворов, в 1902 — 18.

## Население
Постоянное население составляло 56 человек (1859 год), 84 (1902), 30 в 2002 году (русские 97 %), 42 в 2010.